# 1960–1961-es vásárvárosok kupája
A vásárvárosok kupájának 1960–1961-es szezonja volt a kupa 3. kiírása. A trófeát az AS Roma hódította el, miután a döntőben 4–2-es összesítéssel legyőzte az előző idényben is döntős Birmingham City együttesét.

## Nyolcaddöntő
| 1. csapat       | Össz.        | 2. csapat       | 1. mérk. | 2. mérk. |
| --------------- | ------------ | --------------- | -------- | -------- |
| Internazionale  | 14–3         | Hannover 96     | 8–2      | 6–1      |
| Lipcse XI       | 6–61         | Beograd XI      | 5–2      | 1–4      |
| KB              | 11–4         | Basel XI        | 8–1      | 3–3      |
| Birmingham City | 5–3          | Újpesti Dózsa   | 3–2      | 2–1      |
| Zagreb XI       | 4–5          | FC Barcelona    | 1–1      | 3–4      |
| Hibernian       | játék nélkül | Lausanne Sports | –        | –        |
| Olympique Lyon  | 3–4          | Köln XI         | 1–3      | 2–1      |
| Union SG        | 1–4          | AS Roma         | 0–0      | 1–4      |

1Mivel az összesített eredmény 6–6 lett, a szabályok értelmében újrajátszást (3. mérkőzést) rendeltek el, amit a Beograd XI 2–0-ra nyert meg.

## Negyeddöntő
| 1. csapat      | Össz. | 2. csapat       | 1. mérk. | 2. mérk. |
| -------------- | ----- | --------------- | -------- | -------- |
| Internazionale | 5–1   | Beograd XI      | 5–0      | 0–1      |
| KB             | 4–9   | Birmingham City | 4–4      | 0–5      |
| FC Barcelona   | 6–7   | Hibernian       | 4–4      | 2–3      |
| Köln XI        | 2–22  | AS Roma         | 0–2      | 2–0      |

2Mivel az összesített eredmény 2–2 lett, a szabályok értelmében újrajátszást (3. mérkőzést) rendeltek el, amit az AS Roma 4–1-re nyert meg.

## Elődöntő
| 1. csapat      | Össz. | 2. csapat       | 1. mérk. | 2. mérk. |
| -------------- | ----- | --------------- | -------- | -------- |
| Internazionale | 2–4   | Birmingham City | 1–2      | 1–2      |
| Hibernian      | 5–53  | AS Roma         | 2–2      | 3–3      |

3Mivel az összesített eredmény 5–5 lett, a szabályok értelmében újrajátszást (3. mérkőzést) rendeltek el, amit az AS Roma 6–0-ra nyert meg.

## Döntő
| 1. csapat       | Össz. | 2. csapat | 1. mérk. | 2. mérk. |
| --------------- | ----- | --------- | -------- | -------- |
| Birmingham City | 2–4   | AS Roma   | 2–2      | 0–2      |

### 1. mérkőzés
| 1961. szeptember 27. |

| Birmingham City          | 2–2   | AS Roma            |
| ------------------------ | ----- | ------------------ |
| Hellawell 78' Orritt 85' | (0–1) | Manfredini 30' 56' |

| St Andrew’s, Birmingham Nézőszám: 21 000 Játékvezető: Bob Davidson (skót) |

### 2. mérkőzés
| 1961. október 11. |

| AS Roma                        | 2–0   | Birmingham City |
| ------------------------------ | ----- | --------------- |
| Farmer 56' (öngól) Pestrin 90' | (0–0) |                 |

| Olimpiai Stadion, Róma Nézőszám: 60 000 Játékvezető: Pierre Schwinte (francia) |

| Az 1960–1961-es vásárvárosok kupája győztese |
| -------------------------------------------- |
| AS Roma 1. cím                               |

## Lásd még
- 1960–1961-es kupagyőztesek Európa-kupája
- 1960–1961-es bajnokcsapatok Európa-kupája

## Külső hivatkozások
- A vásárvárosok kupája az RSSSF honlapján (angolul)